# Gige
Gige er en af de første danske benævnelser på violinen.
Navnet stammer sandsynligvis fra Frankrig, hvor ordet gigue (en bedekølle eller skank) blev anvendt som spottenavn for den ældre form af violinen, den tyske fidel (dansk fedel, fidel), gik så over til det tyske Geige og formodentlig derigennem til det danske gige. Kaj Munk anvender ordet i "Sæt grammofonen i stå min ven".